# Dubrovytsia
Dubrovytsia (tiếng Ukraina: Дубровиця) là một thành phố của Ukraina. Thành phố này thuộc tỉnh Rivne. Thành phố này có diện tích ? km2, dân số theo điều tra dân số năm 2001 là 9644 người.